# Traité de Washington (1826)
Pour les articles homonymes, voir Traité de Washington.
Le traité de Washington de 1826 est un traité signé le 24 janvier 1826 à Washington entre les Creeks et le gouvernement des États-Unis. Il remplace le traité d'Indian Springs de 1825 que la plupart des Creeks jugeaient frauduleux pour n'avoir été signé que par une faction d'entre eux.
Selon ses termes, les Creeks récupéraient leurs terres en Alabama cédées dans le traité précédent mais abandonnaient leurs terres en Géorgie en échange d'un paiement de 217 600 $ plus des paiements annuels de 20 000 $ à perpétuité.